# Issime
Issime (walser Éischeme) és un municipi italià, situat a la regió de Vall d'Aosta. L'any 2007 tenia 404 habitants. És un dels municipis on viu la minoria walser, de parla alemanya (anomenada toitschu per ells mateixos). Limita amb els municipis d'Arnad, Brusson, Challand-Saint-Anselme, Challand-Saint-Victor, Fontainemore, Gaby, Lillianes, Perloz i Sagliano Micca (BI). Forma part de la Comunitat Muntanyenca Walser Alta Vall del Lys (Walsergemeinschaft Oberlystal).

## Administració
| Període | Identitat       | Partit        |
| ------- | --------------- | ------------- |
| 2005-   | Christian Linty | Llista Cívica |

## Situació de l'alemany
Segons un estudi de Maria Concetta di Paolo, de la Università degli Studi Gabriele D'Annunzio de Pescara el 1999: 

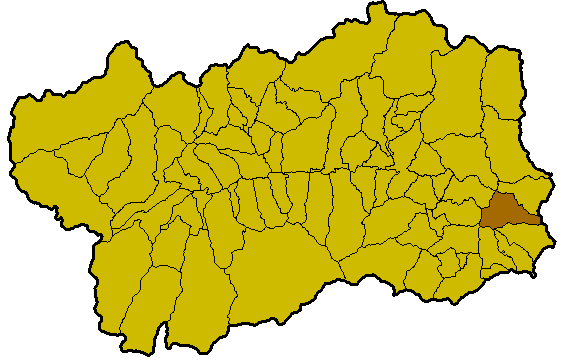
Situació d'Issime a la Vall

| Any  | Població | Parlants actius | Parlants passius |
| 1974 | 407      | 310 (76,2%)     | -                |
| 1993 | 385      | 199 (51,7%)     | 31 (8,1%)        |
| 1996 | 676      | 186 (24,9%)     | 37 (5,5%)        |